# Lipbach
Lipbach ist ein Weiler der Friedrichshafener Ortschaft Kluftern in Baden-Württemberg und liegt etwa einen Kilometer nördlich von Kluftern und zwei Kilometer südlich von Markdorf. Der Lipbach fließt durch den kleinen Ort und gab den Namen. Die Bodenseegürtelbahn führt direkt auf einem rund vier Meter hohen Damm am Ort vorbei, ohne jedoch einen Haltepunkt zu haben. Durch den Ort führt die L 207 von Immenstaad am Bodensee nach Markdorf.

## Geschichte

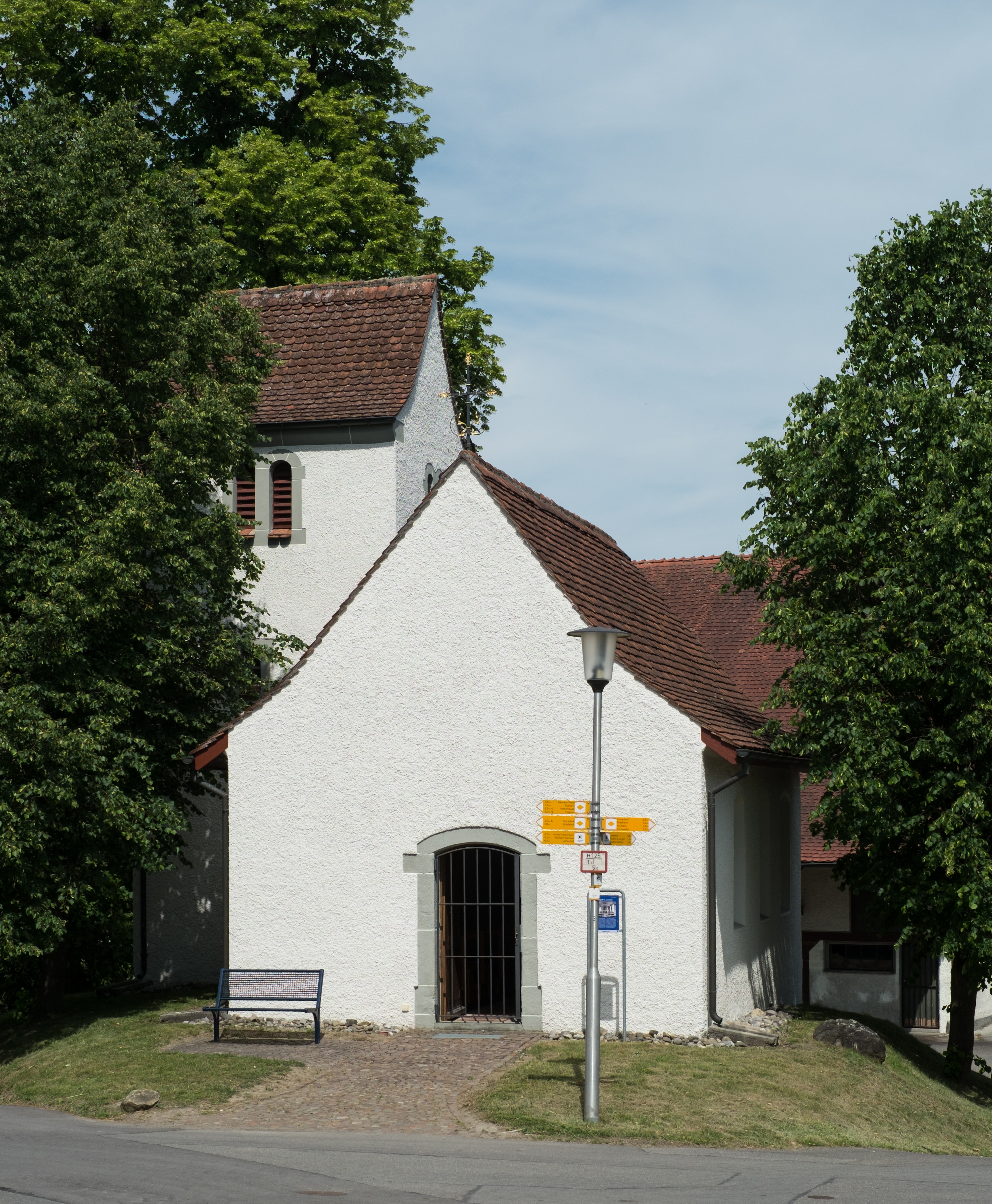
Kapelle St. Laurentius

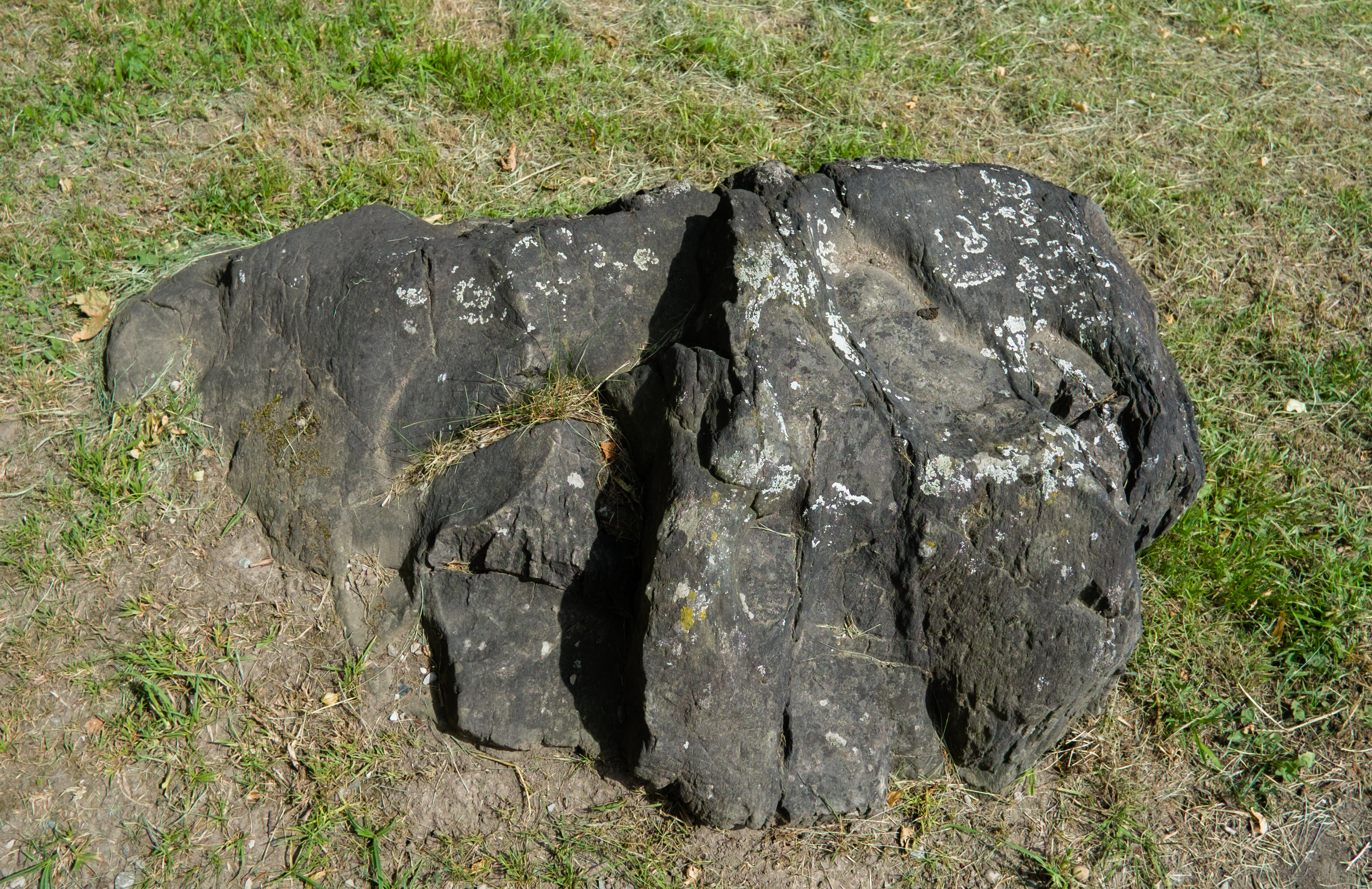
Lenzenstein an der Kapelle

Lipbach wird erstmals 1262 in einer Urkunde als Littebach erwähnt, wobei Lite „Bergabhang“ bedeutet. Die Straße am heute bebauten Bergabhang trägt den Namen Rebhalde, weil dort früher Weinbau betrieben wurde. Lipbach war eine Ansammlung von bis zu sieben Gehöften entlang der Straße nach Markdorf. Bis 1861 gehörte es zur Gemeinde Riedheim, beantragte aber damals selbst die Eingemeindung in das näher gelegene Kluftern.
Ab etwa 1970 entwickelte sich Lipbach zuerst als ein bevorzugtes Neubau- und Wohngebiet von Mitarbeitern der Dornier-Werke, die nur fünf Kilometer Arbeitsweg haben und die Infrastruktur von Markdorf schätzten, bevor sich die Bevölkerung querschnittlich zur Wirtschafts- und Behördenstruktur von Friedrichshafen und auch Markdorf vermischte. Zwischenzeitlich zählt das Dorf über 700 Einwohner. In vorhandenen Baulücken entstehen noch einige wenige Neubauten. Bis 2008 sind fünf bäuerliche Betriebe, teilweise mit Milchwirtschaft, erhalten geblieben. Durch zwei Stadtbuslinien ist Lipbach im 30-Minuten-Takt mit Friedrichshafen und Markdorf verbunden. Es gibt auch Buslinien nach Immenstaad und in Richtung Salem.
In Lipbach steht die kleine St.-Laurentius-Kapelle, die im Jahre 990 vom Konstanzer Bischof Gebhard II geweiht wurde. Die Mauern des kleinen Kirchenschiffs stammen vermutlich noch aus dieser Zeit, der Turm aus dem 12. Jahrhundert. Die Kapelle zählt zu den ältesten Gebäuden im Bodenseekreis. Neben dieser Kapelle liegt ein großer Stein, auf dem die Form eines Fußes zu erkennen ist und der „der Fußstapfen des heiligen Laurentius“ oder auch „Lenzenstein“ genannt wird. Der Legende nach stand auf diesem Stein ein Glaubensbote und verkündete das Evangelium. Noch Anfang des 20. Jahrhunderts fanden Wallfahrten zu diesem Stein statt, da ihm heilende Kräfte bei Gehbehinderungen nachgesagt wurden. Auch ist nach ihm die Gasse Im Lenzenstein benannt.
Beim Eisenbahnunfall von Lipbach am 22. Dezember 1939, einem der schwersten in der deutschen Eisenbahngeschichte, stießen in Lipbach ein Güter- und ein Personenzug in der Dunkelheit frontal und ungebremst zusammen. 106 Tote waren zu beklagen. Im Dorf wurde am 22. Dezember 1989 ein Gedenkstein enthüllt, der an den Unfall erinnert.

## Kunstrundweg
Der Kunstrundweg des Dorfs Kluftern führt auch durch Lipbach, wo man vier der Kunstwerke bewundern kann: die Comicbrücke mit der Geschichte des Laurentius-Steins, das Wolkentor, das Hintertürchen und das Tor zur Fantasy.